# 이미지매직
이미지매직(ImageMagick)은 그래픽 이미지를 새로 만들거나, 고치는 데 사용되는 자유-오픈 소스 소프트웨어이다. 이미지 매직은 대부분의 이미지 형식을 읽고, 변환하거나 쓸 수 있다. 이미지의 외곽을 자르거나, 색을 바꾸는 것을 비롯한 다양한 효과를 줄 수 있으며, 이미지의 회전, 합치기, 문자삽입, 선, 다각형, 타원, 베지에 곡선을 그려넣거나, 이미지 늘이기 등의 작업을 할 수 있다.
이미지 매직은 전체 소스코드와 함께 무료로 배포되며, 복제, 변경이 자유롭다. 채택하고 있는 라이선스는 GPLv3에 부합하며, 모든 주요 운영체제에 포팅되어 있다.
이미지 매직의 기능은 커맨드 라인에서 사용할 수 있다. 하지만, 펄, C, C++, 파이썬, 루비, PHP, 자바 등에서 미리 만들어진 이미지매직의 인터페이스를 통해 사용되는 경우도 많다.
X 윈도 환경에서는 이미지매직의 GUI 프론트엔드를 사용할 수 있다.
MS 윈도우 환경에서는 이미지 뷰어같은 디스플레이 기능과 파일형식 변환이 주된 GUI 인터페이스이며 회전, 축소확대, 대칭, 잘라내기 등 이미지 편집등의 사용도 가능하다. 추가적인 기능은 커맨드라인 방식이 있다.
2016년, 공격자가 임의의 코드를 실행하여 유저가 업로드한 이미지를 수정할 수 있는 취약점이 발견되어 조치를 취한 사례가 있다.

## 라이브러리
이미지 매직의 기능은 프로그램 소스코드 수준에서 API를 사용할 수 있게 라이브러리를 다양한 프로그래밍 언어로 포팅하여 제공하고 있으며, 커맨드라인 방식을 지원하므로 실행 파일 수준에서도 다양하게 응용되고 있다. 미디어위키 서버도 이미지 관련 처리를 위해 이미지 매직을 제안하고 있다.

## 같이 보기
- 잉크스케이프
- 김프